# Зуиха (Вологодская область)
Зуиха — деревня в Тотемском районе Вологодской области.
Входит в состав Калининского сельского поселения, с точки зрения административно-территориального деления — в Калининский сельсовет.
Расстояние по автодороге до районного центра Тотьмы — 31 км, до центра муниципального образования посёлка Царёва — 6 км.
По переписи 2002 года население — 6 человек.